# Apofatismo

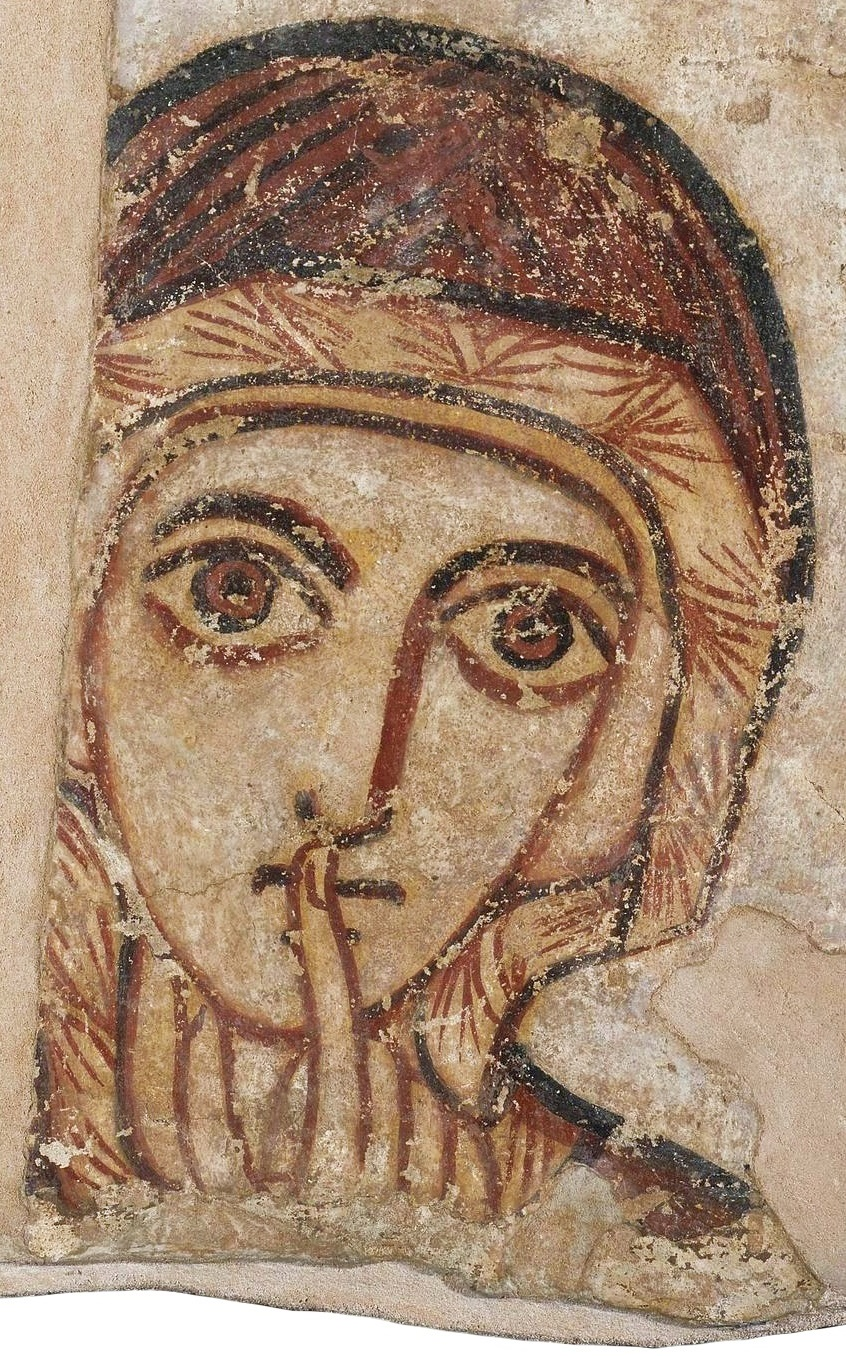
Sant'Anna che invita al silenzio, icona dell'VIII secolo (Museo nazionale di Varsavia)

L'apofatismo (dal greco ἀπό φημί che significa letteralmente «lontano dal dire», «non dire») è un metodo teologico secondo il quale la comprensione della natura di Dio non può essere espressa a parole.
In quest'ottica, l'approccio più adeguato a Dio è quello che prevede il silenzio, la contemplazione e l'adorazione del mistero, prescindendo cioè da qualsivoglia processo di speculazione o indagine discorsiva dell'essere divino.
Nelle forme più radicali l'apofatismo può implicare non solo che non vi siano argomenti per descrivere appropriatamente Dio, ma che Egli sia del tutto inconoscibile dalla ragione, perché trascende le capacità cognitive umane e la stessa realtà fisica, essendo un «Dio nascosto».
Questa posizione filosofica è l'esatto contrario del catafatismo della teologia affermativa, la quale prevede la conoscibilità di Dio attraverso l'uso della ragione o dell'intelletto.
La teologia negativa, tuttavia, che si serve di un tale metodo apofatico, ammette in parte la possibilità di un esercizio discorsivo e razionale per avvicinarsi a Dio, non dicendo cosa Egli è, ma dicendo dialetticamente cosa Egli non è. Essa culmina comunque nel silenzio.

## Nella Chiesa cattolica
L'ineffabilità, impredicabilità e inesprimibilità di Dio sono affermate dalla costituzione dogmatica Dei Filius L'ineffabilità è in relazione con l'infinità di Dio e il suo essere "incomprensibile".
Tertulliano, Atenagora di Atene e Clemente di Alessandria affermarono l'ineffabilità di Dio.
Jon Fosse è uno scrittore cattolico che affronta tale tematica.